# Alchemilla venosa
Alchemilla venosa är en rosväxtart som beskrevs av Sergei Vasilievich Juzepczuk. Alchemilla venosa ingår i släktet daggkåpor, och familjen rosväxter. Inga underarter finns listade i Catalogue of Life.